# Anwar bin Mohammed Gargasch

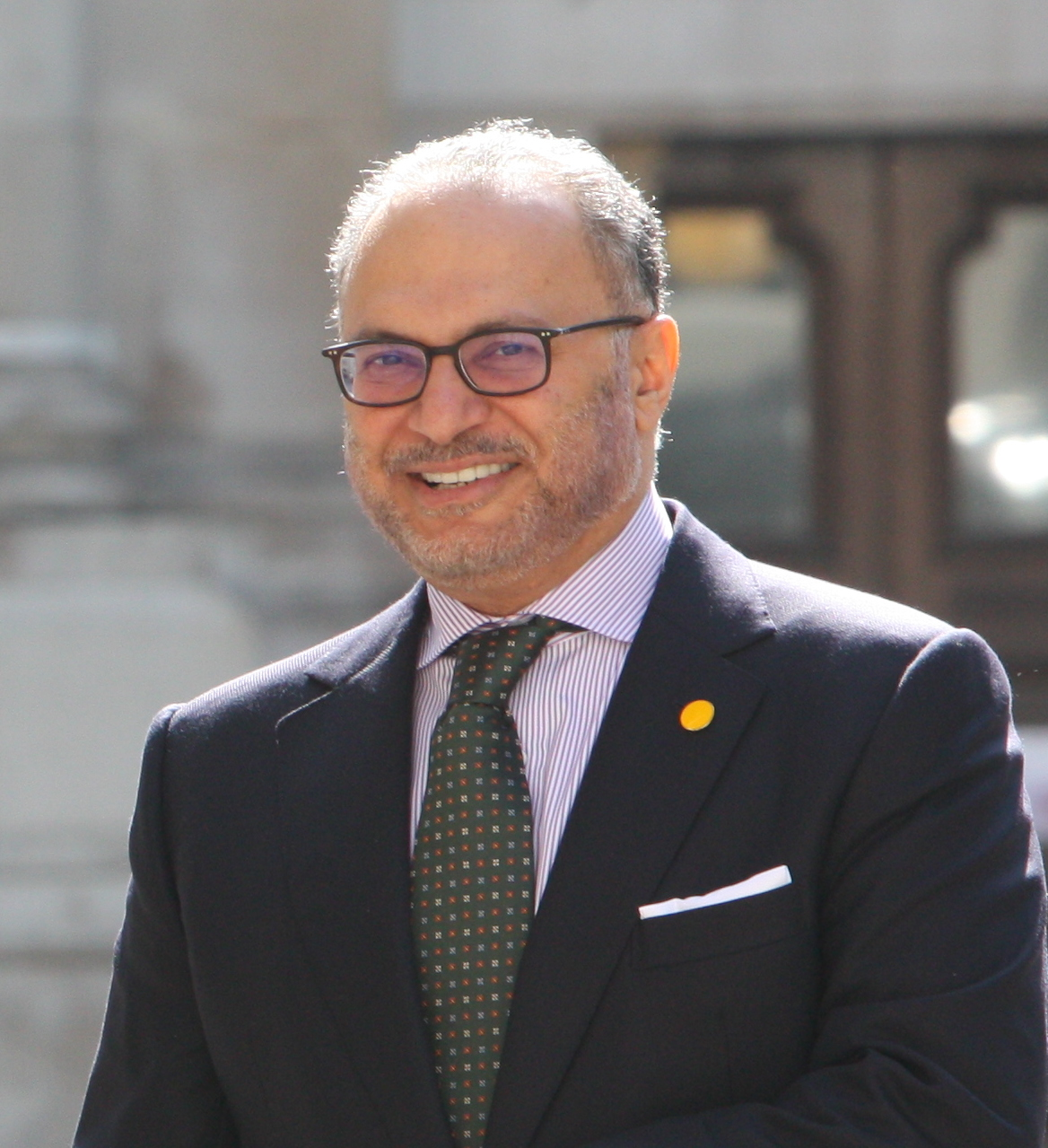
Anwar Gargasch

Anwar bin Mohammed Gargasch (arabisch أنور بن محمد قرقاش, DMG Anwar b. Muḥammad Qarqāš; * 28. März 1959 in Dubai) ist ein Politiker und war von dem 17. Februar 2008 bis Februar 2021 Minister of State der Vereinigten Arabischen Emirate (VAE). Seit dem Februar 2021 ist er hochrangiger diplomatischer Berater des Präsidenten der Vereinigten Arabischen Emirate.

## Ausbildung
Gargasch erhielt 1981 einen Bachelor-Abschluss und 1984 einen Master-Abschluss in Politikwissenschaft von der George Washington University. Anschließend promovierte er 1990 am King’s College der Universität Cambridge.

## Aufgaben und Positionen
Zusätzlich zu seinem Amt als Außenminister hat oder hatte Gargasch folgende Ämter inne:
- 1995: Vorsitzender der Sultan Bin Ali Al Owais Kulturstiftung des Kuratoriums
- 2003: Mitglied des Dubai Economic Council im Jahre
- 2005: Mitglied des Kuratoriums des Emirates Nationals Development Program
- 2006: Mitglied des Legislativausschusses des Ministers
- seit 2007: Vorsitzender des Nationalen Komitees zur Bekämpfung des Menschenhandels
- seit 2007: Vorsitzender des Ständigen Ausschusses für die Überwachung des Images der VAE im Ausland
- 2008: Mitglied des National Curriculum Development Committee
- 2008: Vorsitzender des Kuratoriums der Dubai School of Government
- seit 2008: Stellvertretender Vorsitzender des Ständigen Nationalen Komitees für demografische Struktur

## Karriere
Gargasch begann seine Karriere als Fakultätsmitglied an der Universität der Vereinigten Arabischen Emirate, wo er von 1985 bis 1995 tätig war.
Von 1995 bis 1999 war er als Managing Editor der Publikation Strategic Studies des Emirates Center for Strategic Studies and Research (ECSSR) und von 1995 bis 2006 als Chief Executive Officer von Gargash Enterprise tätig.
Von August 2006 bis Februar 2007 war er dann Vorsitzender des Nationalen Wahlkomitees.
Er wurde 2006 zum Staatssekretär für Angelegenheiten des Bundesnationalrates der Vereinigten Arabischen Emirate ernannt.
Am 17. Februar  2008 wurde er zum Minister of State der Vereinigten Arabischen Emirate ernannt.